# 湯原元綱
湯原 元綱（ゆはら もとつな）は、戦国時代から安土桃山時代にかけての武将。出雲国島根郡・秋鹿郡内に本領を持つ国人。尼子氏、毛利氏の家臣。父は湯原春綱。

## 生涯
出雲国の国人で尼子氏家臣の湯原春綱の嫡男として生まれる。
尼子氏が毛利氏の圧迫を受けて劣勢に追い込まれたため、永禄5年（1562年）1月に天野隆重や大谷元親、桂元忠、児玉元実の勧誘によって父・春綱と共に毛利氏に降った。以後は毛利氏家臣として吉川元春に従い、月山富田城攻めに加わった。
永禄6年（1563年）3月6日、出雲国意宇郡大草村における合戦で武功を挙げ、父・春綱と共に毛利元就から感状を与えられた。
その後は中国地方で尼子再興軍、織田氏、宇喜多氏などと戦い、天正13年（1585年）の四国攻めや天正14年（1586年）から天正15年（1587年）にかけての九州平定に従軍し武功を挙げた。
天正19年（1591年）8月26日に父・春綱が死去すると家督を相続し、天正20年（1592年）4月から始まる文禄の役に従軍した。
慶長元年（1596年）4月18日に死去。嫡男の元経が後を継いだ。